# Liste des dames et duchesses de Milan
La seigneurie de Milan se constitue au XIIIe siècle au profit de la Famille Visconti, qui la conserve et l'agrandit pendant tout le cours du XIVe siècle au point de se faire concéder le titre ducal par l'Empereur en 1395. Elle le conserve jusqu'au milieu du XVe siècle, où s'ouvre une crise de succession qui dominera pour un siècle les affaires du duché et formera le motif central des Guerres d'Italie. Le Milanais échoit alors à la maison de Habsbourg.

## Famille Visconti (1277-1447)

### Dames de Milan (1277-1395)
| Portrait | Nom (dates)                    | Époux | Titres                                                                                               | Éléments biographiques |
| -------- | ------------------------------ | --- | --- | --- |
|          | Bonacossa Borri (1254-1321)    | - Mathieu Ier Visconti (mariage en 1269)                                                                              | - Dame de Milan (1291-1302, 1317-1321)                                                               | - Dame de la Famille Borri. Fille de Squarcino Borri. - Mère de Galéas Ier Visconti, de Stefano Visconti, de Luchino Visconti et de Jean Visconti. |
|          | Béatrice d'Este (1268-1334)    | - Ugolino Visconti - Galéas Ier Visconti (mariage en 1300)                                                            | - Dame de Milan (1322-1327)                                                                          | - Princesse de la Maison d'Este. Fille d'Obizzo II d'Este et de Giacoma Fieschi. - Mère de Giovanna Visconti et d'Azzon Visconti. |
|          | Catherine de Savoie (?-1388)   | - Azzon Visconti (mariage en 1333) - Raoul II de Brienne (mariage en 1340) - Guillaume Ier de Namur (mariage en 1352) | - Dame de Milan (1333-1339) - Comtesse d'Eu et de Guînes (1345-1350) - Marquise de Namur (1352-1388) | - Princesse de la Maison de Savoie. Fille de Louis II de Vaud et d'Isabelle de Chalon-Arlay. - Mère de Guillaume II de Namur et de Jean III de Namur. |
|          | Isabelle Fieschi (1320-1356)   | - Luchino Visconti (mariage en 1331)                                                                                  | - Dame de Milan (1339-1349)                                                                          | - Princesse de la Famille Fieschi. Fille de Carlo Fieschi. |
|          | Gigliola Gonzague (1325-1354)  | - Mathieu II Visconti (mariage en 1341)                                                                               | - Dame de Milan (1354)                                                                               | - Princesse de la Maison de Gonzague. Fille de Filippino Gonzague et d'Anna di Dovara. - Mère de Catherine Visconti. |
|          | Blanche de Savoie (1336-1387)  | - Galéas II Visconti (mariage en 1350)                                                                                | - Dame de Milan (1354-1378)                                                                          | - Princesse de la Maison de Savoie. Fille d'Aymon de Savoie et de Yolande de Montferrat. - Mère de Jean Galéas Visconti et de Violante Visconti. |
|          | Reine della Scala (1331-1384)  | - Barnabé Visconti (mariage en 1350)                                                                                  | - Dame de Milan (1354-1384)                                                                          | - Princesse de la Maison Della Scala. Fille de Mastino II della Scala et de Taddea de Carrare. - Mère de Taddea Visconti, de Viridis Visconti, d'Antonia Visconti, de Catherine Visconti, de Valentine Visconti, d'Agnès Visconti, de Maddalena Visconti, de Lucia Visconti, d'Élisabeth Visconti et d'Anglesia Visconti. |
|          | Catherine Visconti (1360-1404) | - Jean Galéas Visconti (mariage en 1380)                                                                              | - Dame puis duchesse de Milan (1385-1402) - Régente de Milan (1402-1404)                             | - Princesse de la Famille Visconti. Fille de Barnabé Visconti et de Reine della Scala. - Mère de Jean Marie Visconti et de Philippe Marie Visconti. |

### Duchesses de Milan (1395-1447)
| Portrait | Nom (dates)                            | Époux                                                                       | Titres                                                                   | Éléments biographiques |
| -------- | -------------------------------------- | --------------------------------------------------------------------------- | ------------------------------------------------------------------------ | --- |
|          | Catherine Visconti (1360-1404)         | - Jean Galéas Visconti (mariage en 1380)                                    | - Dame puis duchesse de Milan (1385-1402) - Régente de Milan (1402-1404) | - Princesse de la Famille Visconti. Fille de Barnabé Visconti et de Reine della Scala. - Mère de Jean Marie Visconti et de Philippe Marie Visconti. |
|          | Antonia Malatesta (vers 1392-?)        | - Jean Marie Visconti (mariage en 1408)                                     | - Duchesse de Milan (1408-1412) - Régente de Milan (1412)                | - Princesse de la Famille Malatesta. fille d'Andrea Malatesta et de Rengarda d'Imola.                                                               |
|          | Béatrice Lascaris de Tende (1372-1418) | - Facino Cane (mariage en 1403) - Philippe Marie Visconti (mariage en 1412) | - Duchesse de Milan (1412-1418)                                          | - Princesse de la Maison Lascaris. Fille de Pietro Balbo II.                                                                                        |
|          | Marie de Savoie (1411-1469)            | - Philippe Marie Visconti (mariage en 1427)                                 | - Duchesse de Milan (1427-1447)                                          | - Princesse de la Maison de Savoie. Fille d'Amédée VIII de Savoie et de Marie de Bourgogne.                                                         |

## Famille Sforza (1450-1499, 1500-1501, 1512-1515, 1521-1524, 1525-1535)
| Portrait | Nom (dates)                        | Époux                                                                               | Titres | Éléments biographiques | Armoiries |
| -------- | ---------------------------------- | ----------------------------------------------------------------------------------- | --- | --- | --------- |
|          | Blanche Marie Visconti (1425-1468) | - Francesco Sforza (mariage en 1441)                                                | - Duchesse de Milan (1450-1466) - Régente de Milan (1462, 1466) | - Princesse de la Famille Visconti. Fille légitimée de Philippe Marie Visconti et d'Agnès du Maine. - Mère de Galéas Marie Sforza, d'Ippolita Maria Sforza, de Ludovic Sforza et d'Ascanio Sforza. |           |
|          | Dorothée Gonzague (1449-1467)      | - Galéas Marie Sforza (mariage en 1466)                                             | - Duchesse de Milan (1466-1467) | - Princesse de la Maison de Gonzague. Fille de Louis III de Mantoue et de Barbara de Brandebourg-Kulmbach.                                                                                         |           |
|          | Bonne de Savoie (1449-1503)        | - Galéas Marie Sforza (mariage en 1468)                                             | - Duchesse de Milan (1468-1476) - Régente de Milan (1476-1479) | - Princesse de la Maison de Savoie. Fille de Louis Ier de Savoie et d'Anne de Lusignan. - Mère de Jean Galéas Sforza, de Blanche-Marie Sforza et d'Anna Sforza.                                    |           |
|          | Isabelle de Naples (1470-1524)     | - Jean Galéas Sforza (mariage en 1489)                                              | - Duchesse de Milan (1489-1494) - Duchesse de Bari (de plein droit, 1500-1524)                                                                                                   | - Princesse de la Maison de Trastamare. Fille d'Alphonse II de Naples et d'Ippolita Maria Sforza. - Mère de Bona Sforza.                                                                           |           |
|          | Béatrice d'Este (1475-1497)        | - Ludovic Sforza (mariage en 1491)                                                  | - Duchesse de Bari (1491-1494) - Ambassadrice de Milan à Venise (1493) - Duchesse de Milan (1494-1497) - Gouverneure de Milan (1495)                                             | - Princesse de la Maison d'Este. Fille d'Hercule Ier d'Este et d'Éléonore de Naples. - Mère de Maximilien Sforza et de François II Sforza.                                                         |           |
|          | Christine de Danemark (1521-1590)  | - François II Sforza (mariage en 1534) - François Ier de Lorraine (mariage en 1541) | - Duchesse de Milan (1534-1535) - Duchesse de Lorraine (1544-1545) - Régente de Lorraine (1545-1552, 1560) - Présidente de la conférence de paix du Cateau-Cambrésis (1558-1559) | - Princesse de la Maison d'Oldenbourg. Fille de Christian II de Danemark et d'Isabelle d'Autriche. - Mère de Charles III de Lorraine, de Renée de Lorraine et de Dorothée de Lorraine.             |           |

## Maison de Valois (1499-1500, 1501-1512, 1515-1521, 1524-1525)
| Portrait | Nom (dates)                  | Époux | Titres | Éléments biographiques | Armoiries |
| -------- | ---------------------------- | --- | --- | --- | --------- |
|          | Anne de Bretagne (1477-1514) | - Maximilien Ier du Saint-Empire (mariage en 1490) - Charles VIII de France (mariage en 1491) - Louis XII de France (mariage en 1499) | - Duchesse de Bretagne et comtesse de Montfort (de plein droit, 1488-1514) - Reine des Romains (1490-1491) - Reine de France (1491-1498 puis 1499-1514) - Duchesse de Milan (1499-1500 puis 1501-1512) - Reine de Naples (1501-1503) - Comtesse d'Étampes (de plein droit, 1512-1514) | - Princesse de la Maison de Montfort. Fille de François II de Bretagne et de Marguerite de Foix. - Mère de Charles-Orland de France, de Charles de France, de Claude de France et de Renée de France.                                                                      |           |
|          | Claude de France (1499-1524) | - François Ier de France (mariage en 1514)                                                                                            | - Duchesse de Bretagne, comtesse de Montfort et d’Étampes (de plein droit, 1514-1524) - Duchesse de Valois et comtesse d'Angoulême (1514-1515) - Reine de France (1515-1524) - Duchesse de Milan (1515-1521, 1524)                                                                    | - Princesse de la Maison de Valois. Fille de Louis XII de France et d'Anne de Bretagne. - Mère de Louise de France, de Charlotte de France, de François III de Bretagne, d'Henri II de France, de Madeleine de France, de Charles II d'Orléans et de Marguerite de France. |           |

## Maison de Habsbourg (1540-1700)
| Portrait | Nom (dates)                              | Époux                                      | Titres | Éléments biographiques | Armoiries |
| -------- | ---------------------------------------- | ------------------------------------------ | --- | --- | --------- |
|          | Marie-Manuelle de Portugal (1527-1545)   | - Philippe II d'Espagne (mariage en 1543)  | - Princesse des Asturies et duchesse de Milan (1543-1545) | - Princesse de la Maison d'Aviz. Fille de Jean III de Portugal et de Catherine de Castille. - Mère de Charles d'Autriche. |           |
|          | Marie Ire d'Angleterre (1516-1558)       | - Philippe II d'Espagne (mariage en 1554)  | - Reine d'Angleterre et d'Irlande (de plein droit, 1553-1558) - Princesse des Asturies (1554-1556) - Reine de Naples et de Sicile, duchesse de Milan (1554-1558) - Reine d'Espagne, souveraine des Pays-Bas (1556-1558) | - Princesse de la Maison Tudor. Fille d'Henri VIII d'Angleterre et de Catherine d'Aragon. |           |
|          | Elisabeth de France (1545-1568)          | - Philippe II d'Espagne (mariage en 1559)  | - Reine d'Espagne, de Naples et de Sicile, duchesse de Milan, souveraine des Pays-Bas (1559-1568) | - Princesse de la Maison de Valois. Fille d'Henri II de France et de Catherine de Médicis. - Mère d'Isabelle-Claire-Eugénie d'Autriche et de Catherine-Michelle d'Autriche.                                                            |           |
|          | Anne d'Autriche (1549-1580)              | - Philippe II d'Espagne (mariage en 1570)  | - Reine d'Espagne, de Naples et de Sicile, duchesse de Milan, souveraine des Pays-Bas (1570-1580) | - Princesse de la Maison de Habsbourg. Fille de Maximilien II du Saint-Empire et de Marie d'Autriche. - Mère de Ferdinand d'Autriche, de Diègue d'Autriche et de Philippe III d'Espagne.                                               |           |
|          | Marguerite d'Autriche-Styrie (1584-1611) | - Philippe III d'Espagne (mariage en 1599) | - Reine d'Espagne, de Naples et de Sicile, duchesse de Milan (1599-1611) | - Princesse de la Maison de Habsbourg. Fille de Charles II d'Autriche-Styrie et de Marie-Anne de Bavière. - Mère d'Anne d'Autriche, de Philippe IV d'Espagne, de Marie-Anne d'Autriche, Charles d'Autriche et de Ferdinand d'Autriche. |           |
|          | Elisabeth de France (1602-1644)          | - Philippe IV d'Espagne (mariage en 1615)  | - Princesse des Asturies (1615-1621) - Reine d'Espagne, de Portugal, de Naples et de Sicile, duchesse de Milan, souveraine des Pays-Bas (1621-1644)                                                                     | - Princesse de la Maison de Bourbon. Fille d'Henri IV de France et de Marie de Médicis. - Mère de Balthazar-Charles d'Autriche et de Marie-Thérèse d'Autriche.                                                                         |           |
|          | Marie-Anne d'Autriche (1634-1696)        | - Philippe IV d'Espagne (mariage en 1649)  | - Reine d'Espagne, de Portugal, de Naples et de Sicile, duchesse de Milan, souveraine des Pays-Bas (1649-1665) - Régente d'Espagne (1665-1675)                                                                          | - Princesse de la Maison de Habsbourg. Fille de Ferdinand III du Saint-Empire et de Marie-Anne d'Autriche. - Mère de Marguerite-Thérèse d'Autriche, de Philippe-Prosper d'Autriche et de Charles II d'Espagne.                         |           |
|          | Marie-Louise d'Orléans (1662-1689)       | - Charles II d'Espagne (mariage en 1679)   | - Reine d'Espagne, de Portugal, de Naples et de Sicile, duchesse de Milan, souveraine des Pays-Bas (1679-1689) | - Princesse de la Maison d'Orléans. Fille de Philippe d’Orléans et d'Henriette d'Angleterre. |           |
|          | Marie-Anne de Neubourg (1667-1740)       | - Charles II d'Espagne (mariage en 1690)   | - Reine d'Espagne, de Portugal, de Naples et de Sicile, duchesse de Milan, souveraine des Pays-Bas (1690-1700) | - Princesse de la Maison de Witteslsbach. Fille de Philippe-Guillaume de Neubourg, et d'Élisabeth-Amélie de Hesse-Darmstadt. |           |

## Maison de Bourbon (1700-1714)
| Portrait | Nom (dates)                                  | Époux                                    | Titres | Éléments biographiques | Armoiries |
| -------- | -------------------------------------------- | ---------------------------------------- | --- | --- | --------- |
|          | Marie-Louise-Gabrielle de Savoie (1688-1714) | - Philippe V d'Espagne (mariage en 1701) | - Reine d'Espagne et duchesse de Milan (1701-1714) - Reine de Naples, de Sicile et de Sardaigne (1701-1713) - Souveraine des Pays-Bas (1701-1710) | - Princesse de la Maison de Savoie. Fille de Victor-Amédée II de Savoie et d'Anne-Marie d'Orléans. - Mère de Louis Ier d'Espagne et de Ferdinand VI d'Espagne. |           |

## Maison de Habsbourg (1714-1780)
| Portrait | Nom (dates)                                               | Époux                                            | Titres | Éléments biographiques | Armoiries |
| -------- | --------------------------------------------------------- | ------------------------------------------------ | --- | --- | --------- |
|          | Elisabeth-Christine de Brunswick-Wolfenbüttel (1691-1750) | - Charles VI du Saint-Empire (mariage en 1708)   | - Impératrice du Saint-Empire, reine de Germanie, de Hongrie et de Bohême, archiduchesse d'Autriche (1711-1740) - Duchesse de Milan (1714-1740) - Souveraine des Pays-Bas (1715-1740) - Duchesse de Parme (1735-1740) | - Princesse de la Maison de Brunswick. fille de Louis-Rodolphe de Brunswick-Wolfenbüttel et de Christine-Louise d'Oettingen-Oettingen. - Mère de Marie-Thérèse d'Autriche et de Marie-Anne d'Autriche. |           |
|          | Marie-Thérèse d'Autriche (1717-1780)                      | - François Ier du Saint-Empire (mariage en 1736) | - Duchesse de Lorraine (1736-1737) - Grande-duchesse de Toscane (1737-1765) - Reine de Hongrie et de Bohême, archiduchesse d'Autriche, duchesse de Milan, souveraine des Pays-Bas (de plein droit, 1740-1780) - Duchesse de Parme et de Plaisance (de plein droit, 1740-1748) - Impératrice du Saint-Empire, reine de Germanie (1745-1765) | - Princesse de la Maison de Habsbourg. Fille de Charles VI du Saint-Empire et d'Élisabeth-Christine de Brunswick-Wolfenbüttel. - Mère de Marie-Élisabeth d'Autriche, de Marie-Anne d'Autriche, de Marie-Caroline d'Autriche, de Joseph II du Saint-Empire, de Marie-Christine d'Autriche, de Marie-Élisabeth d'Autriche, de Charles Joseph d'Autriche, de Marie-Amélie d'Autriche, de Léopold II du Saint-Empire, de Marie-Caroline d'Autriche, de Marie-Jeanne-Gabrielle d'Autriche, de Marie-Josèphe d'Autriche, de Marie-Caroline d'Autriche, de Ferdinand d'Autriche-Este, de Marie-Antoinette d'Autriche et de Maximilien François d'Autriche. |           |

## Maison de Habsbourg-Lorraine (1780-1796)
| Portrait | Nom (dates)                                 | Époux                                          | Titres | Éléments biographiques |
| -------- | ------------------------------------------- | ---------------------------------------------- | --- | --- |
|          | Marie-Louise d'Espagne (1745-1792)          | - Léopold II du Saint-Empire (mariage en 1765) | - Grande-duchesse de Toscane (1765-1790) - Impératrice du Saint-Empire, reine de Germanie, de Hongrie et de Bohême, archiduchesse d'Autriche, duchesse de Milan, souveraine des Pays-Bas (1790-1792)                                   | - Princesse de la Maison de Bourbon. Fille de Charles III d'Espagne et de Marie-Amélie de Saxe. - Mère de Marie-Thérèse d'Autriche, de François Ier d'Autriche, de Ferdinand III de Toscane, de Marie-Anne d'Autriche, de Charles-Louis d'Autriche-Teschen, d'Alexandre Léopold d'Autriche, de Joseph de Habsbourg-Lorraine, de Marie-Clémentine d'Autriche, d'Antoine-Victor d'Autriche, de Marie-Amélie d'Autriche, de Jean-Baptiste d'Autriche, de Rainier d'Autriche, de Louis d'Autriche et de Rodolphe d'Autriche. |
|          | Marie-Thérèse de Bourbon-Naples (1772-1807) | - François Ier d'Autriche (mariage en 1790)    | - Duchesse de Milan (1792-1796) - Souveraine des Pays-Bas (1792-1797) - Impératrice du Saint-Empire (1792-1806) - Archiduchesse d'Autriche (1792-1806) - Reine de Hongrie et de Bohême(1792-1807) - Impératrice d'Autriche (1804-1807) | - Princesse de la Maison de Bourbon-Siciles. Fille de Ferdinand Ier des Deux-Siciles et de Marie-Caroline d'Autriche. - Mère de Marie-Louise d'Autriche, de Ferdinand Ier d'Autriche, de Marie-Léopoldine d'Autriche, de Marie-Clémentine de Habsbourg, de Caroline de Habsbourg-Lorraine, de François-Charles d'Autriche et de Marie-Anne d'Autriche. |